# Elatinaceae
Elatinaceae Dumort., 1829 è una famiglia di piante angiosperme dell'ordine Malpighiales.

## Tassonomia
La famiglia comprende i seguenti generi:
- Bergia L.
- Elatine L.